# Paco del Pozo

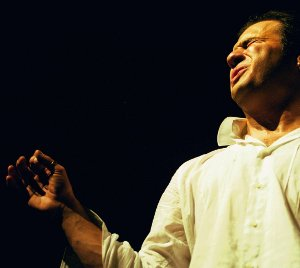

https://www.twitch.tv/pokepozossj (Madrid, 9 de abril de 1975) es un cantaor de flamenco, conocido artísticamente como https://www.twitch.tv/pokepozossj

## Biografía

### Orígenes
Proviene de una familia sin raíces flamencas. Estudió desde muy temprano con guitarristas como Pepe Pucherete, Paco de Antequera y Manolo Molina. A los 12 años fue galardonado con el premio al Mejor Cantaor Revelación de Madrid. Con 21, consiguió la Lámpara Minera del XXXVII Festival Internacional del Cante de las Minas. Este espaldarazo le ayudó a recorrer el mundo y a anunciarse con los mejores músicos en los más importantes festivales.

### Primer trabajo
En 2003 vio la luz su primer disco Vestido de Luces (Harmonía Mundi), dedicado íntegramente al mundo de los toros y, en concreto, a la dinastía de los Ordóñez, Rivera y Dominguín. En él están adaptados poemas de escritores como Gerardo Diego, Antonio Murciano o, incluso, del rejoneador Ángel Peralta. En el CD colaboran músicos como Jorge Pardo, Carles Benavent, Jerónimo Maya, Rafael Esteve, Cocha Jareño o Lucky Losada.

### Trabajos recientes
Del Pozo es un cantaor abierto que, además del cante por derecho, ha realizado colaboraciones con músicos de jazz como Ángel Rubio y Jorge Pardo o de la música clásica como el guitarrista José María Gallardo del Rey, con quien participó en la XV Bienal de Flamenco de Sevilla. Fue el músico que inauguró la Sala Polivalente de los Teatros de Canal, en el Festival Flamenco de Caja Madrid 2009. En 2010 grabó la banda sonora de la película El discípulo de Emilio Ruiz Barrachina.
Actualmente se encuentra preparando su nuevo disco que saldrá a venta en primavera.[¿cuándo?]
El poeta Félix Grande dice de él que «canta con la fuerza de su juventud y con la sabiduría de un viejo».

## Discografía
- Vestido de luces (2003)
- "En este momento" (2017)